# Banokowie
Banokowie (ang. Bannock) – plemię Indian Ameryki Północnej, w przeszłości mówiący jednym z szoszońskich języków z grupy uto-azteckiej, blisko spokrewnione z Pajutami albo odłam tego plemienia.
Banokowie zamieszkiwali południowo-wschodnie tereny Idaho i zachodniego Wyoming nad rzeką Snake. Początkowo nie wchodzili w zatargi z białymi osadnikami i w roku 1869 spokojnie przenieśli się do rezerwatu Fort Hall, gdzie dzielili oddany im obszar z licznymi Szoszonami. W dziewięć lat później, wobec utraty terenów łownych i zmniejszania się stad bizonów, zerwali się do powstania, które przeszło do historii jako wojna z Banokami. Zdecydowana kampania oddziałów armii pod dowództwem generała O.O. Howarda doprowadziła Banoków do klęski (w roku 1878). Od tamtej pory żyli spokojnie w rezerwacie, gdzie wielu z nich zamieszkuje także współcześnie.
Nazwę „Bannock” nosi rzeka, pasmo górskie i hrabstwo w stanie Idaho.